# Patricia Lake
Patricia Douras Van Cleve (8 de junio de 1919 – 3 de octubre de 1993), conocida como Patricia Lake, fue una actriz y comediante de radio estadounidense. Presentada como sobrina de la actriz Marion Davies, durante mucho tiempo se sospechó que era hija natural de ésta, engendrada por el magnate editorial William Randolph Hearst. Lake reconoció esta relación poco antes de morir.

## Parentesco
Nació en un hospital de las afueras de París, Francia. Se desconoce su fecha de nacimiento; según su obituario de Los Angeles Times, "El año fue en algún momento entre 1920 y 1923; Lake nunca lo supo con exactitud". El Social Security Death Index indica que nació el 8 de junio de 1919.
En la década de 1920 se especuló con que Lake era hija de Hearst y Davies, que habían mantenido un romance público desde 1917. Hearst nunca se divorció de su esposa, Millicent Willson, con la que se casó en 1903, pero la pareja mantuvo vidas separadas.
Muchos libros de referencia afirman que los padres de Lake eran la hermana de Marion Davies, Rose y su primer esposo, George Van Cleve. La familia Lake afirmaba que la recién nacida había sido dada a la hermana de Davies, cuyo propio hijo había muerto en la infancia. Se dice que el certificado de nacimiento del niño muerto fue alterado para apoyar el engaño. CBS News informó de que Hearst reconoció a Lake el día de su boda que era su padre.
Según Magazine Americana, publicado por el Institute for the Study of American Popular Culture, tras la separación de Rose y George Van Cleeve, éste secuestró a Patricia en 1924 y se ocultó.  Los detectives de Hearst localizaron a la pareja al cabo de cinco años y la niña fue devuelta a la custodia de Rose. Fue devuelta a la custodia de Van Cleeve tras una decisión judicial.
Patricia asistió a la Lawlor Professional School en Hollywood. La familia Lake afirma que cuando Patricia vivía con los Van Cleeves, Hearst pagaba las facturas y se encargaba de su educación en colegios de Nueva York y Boston.
Al parecer, Hearst y Davies llevaron a Patricia de viaje a Europa y pasaron tiempo con ella.  Lake pasó mucho tiempo en la finca San Simeón de Hearst, aparece en la mayoría de las películas caseras de Hearst y Davies, y les acompañó en muchos viajes. Presentada como la sobrina de Marion Davies, Lake socializó con personajes tan notables como Clark Gable, Jean Harlow, Charlie Chaplin y Gloria Swanson. Lake vivió con Marion Davies la mayor parte de su vida, y Hearst apoyó económicamente a Lake toda su vida. Tras el matrimonio de Lake, Davies siguió apoyando tanto a Patricia como a su marido Arthur. Cuando Davies murió en 1961, la mitad de sus 20 millones de dólares se los dejó en herencia a Lake.
Sus rasgos, "sospechosamente similares" a los de Hearst, no pasaron desapercibidos. Lake nunca hizo ningún comentario público sobre el tema, ni siquiera después de las muertes de Hearst y Davies. El hijo de Lake dijo que horas antes de su muerte en 1993, ella confirmó y pidió a su familia que publicara las identidades de sus padres biológicos.

## Matrimonio
Patricia conoció al actor Arthur Lake cuando estaba de visita en la casa de la playa de Marion Davies.Se casaron en 1937 en la finca de Hearst San Simeon. Davies y Hearst la entregaron conjuntamente en la ceremonia matrimonial. (Esto la habría hecho tener 13 o 14 años en el momento de su matrimonio si había nacido en 1923; 17 o 18 si había nacido en 1919). Patricia y Arthur siguieron casados casi 50 años, hasta la muerte de él en enero de 1987. Tuvieron dos hijos: Arthur Patrick Lake (Arthur Lake Jr.) (nacido el 1 de marzo de 1943), y Marion Rose Lake (nacida el 6 de octubre de 1944).
Tanto Patricia como su esposo están enterrados en la misma cripta que Marion Davies en el Hollywood Forever Cemetery.

## Carrera
Lake actuó en teatro desde finales de la década de 1930 hasta mediados de la de 1940. Cuando, después de siete años, Penny Singleton abandonó la comedia radiofónica Blondie a mediados de la década de 1940, Lake la sustituyó como la voz de Blondie Bumstead durante los cinco años restantes del programa, frente a su esposo en la vida real, Arthur Lake, que interpretaba al cónyuge de Blondie, Dagwood. En 1954, Lake también coprotagonizó con su esposo una de las primeras comedias de televisión creadas por él, Meet the Family.
Lake fue seleccionada por la Motion Picture Publicists Association como una de las MPPA 'Baby Stars' of 1940, un premio similar a las selecciones WAMPAS Baby Stars de 1922 a 1934.